# Srubec
Srubec település Csehországban, a České Budějovice-i járásban. Srubec Staré Hodějovice, Dobrá Voda u Českých Budějovic, Ledenice és České Budějovice településekkel határos. Lakosainak száma 2977 fő (2024. január 1.).

## Népesség
A település lakosságának változását az alábbi diagram mutatja:
| Lakosok száma | 545  | 769  | 874  | 827  | 716  | 917  | 2441 | 2650 | 2901 | 2977 |
|               | 1869 | 1890 | 1921 | 1950 | 1980 | 2001 | 2017 | 2019 | 2022 | 2024 |